# Ginette Darey
Ginette Darey (ou Ginette Darcy) est une actrice française, née Fernande Geneviève Bioulac le 5 septembre 1914 dans le 17e arrondissement de Paris et morte le 8 février 2006 à Neuilly-sur-Seine.

## Filmographie
- 1933 : Au pays du soleil de Robert Péguy
- 1934 : Le Calvaire de Cimiez de Jacques de Baroncelli et René Dallière
- 1935 : Retour au paradis de Serge de Poligny : Simone
  - Arènes joyeuses de Karl Anton
- 1936 : Le Secret de Polichinelle d'André Berthomieu
  - Marinella, de Pierre Caron
- 1938 : Êtes-vous jalouse ? d'Henri Chomette
  - L'Innocent de Maurice Cammage
  - Ma sœur de lait de Jean Boyer
  - Champions de France de Willy Rozier : Claudie